# 欧贝维利耶-庞坦-四路站
欧贝维利耶-庞坦-四路站（法語：Aubervilliers - Pantin - Quatre Chemins）是巴黎地鐵的路線之一，位於巴黎北部郊區的奧貝維埃。欧贝维利耶-庞坦-四路站開業於1979年10月4日，是巴黎地鐵7號線的車站。

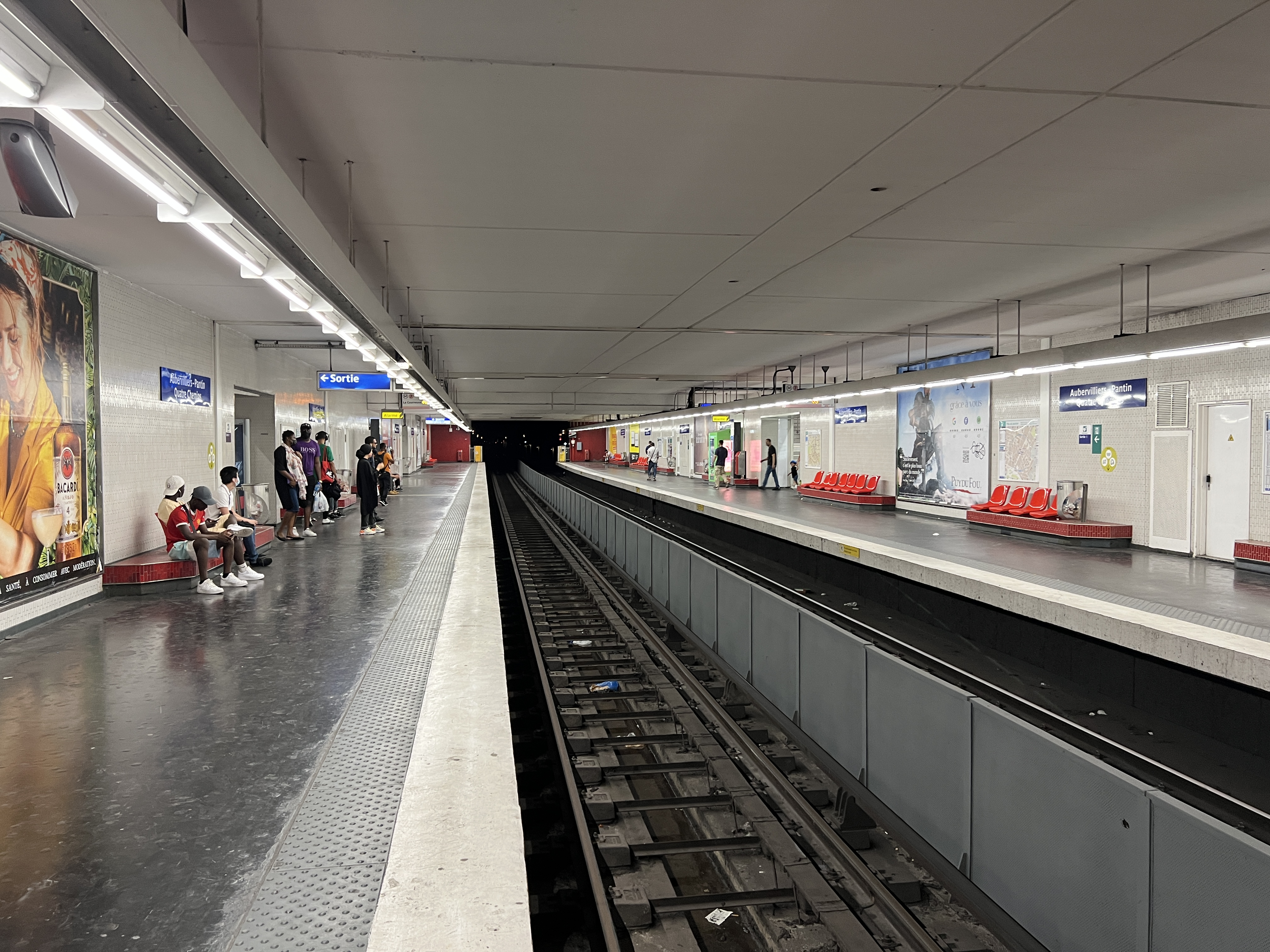
月台（2022年6月）

## 車站結構
| 街道      |                    |                                           |
| B1        | 月台連接夾層       |                                           |
| 7號線月台 | 側式月台，右側開門 | 側式月台，右側開門                        |
| 7號線月台 | 南行               | 往猶太城-路易·阿拉貢/伊夫里鎮（維耶特門） |
| 7號線月台 | 北行               | 往新庭-1945年5月8日（奧貝維埃堡）         |
| 7號線月台 | 側式月台，右側開門 |                                           |